# استان کولچاگوا
استان کولچاگوا (به اسپانیایی: Provincia de Colchagua) یکی از سه استان منطقه اوهیگینس شیلی است. مرکز استان شهر سان فرناندو است.